# Обмежений контингент радянських військ в Афганістані
Обмежений контингент радянських військ в Афганістані (ОКРВА) (також — обмежений контингент) — офіційна назва угруповання Збройних Сил СРСР в Демократичній Республіці Афганістан до 1989 року. До складу Обмеженого контингенту радянських військ в Афганістані, який брав участь в інтервенції, входила 40-ва армія Туркестанського військового округу, чотири дивізії, п'ять окремих бригад, чотири окремі полки, чотири полки бойової авіації, три вертолітні полки, трубопровідна бригада, бригада матеріального забезпечення та деякі інші частини й установи. До середини січня 1980 року на територію Афганістану ввійшли ще три дивізії, бригада, два окремі полки та декілька армійських частин й авіаційних підрозділів. Загальна чисельність радянських військ становила 81 тис. осіб.

## Чисельність ОКРВА
Чисельність ОКРВА при введенні військ склала 81 100 чоловік. 
Надалі чисельність контингенту нарощувався. Максимальна чисельність ОКРВА у 120 000 осіб припадає на вересень 1986 року. З них 108 800 осіб — особовий склад 40-ї армії та більше 11 000 — на угруповання Прикордонних військ КДБ СРСР.
Всього за всі роки існування ОКРВА через його ряди пройшло близько 620 тис. радянських військовослужбовців.
За роки перебування радянських військ в Афганістані більше 50 000 осіб отримали поранення різного ступеня тяжкості.
Чисельність 40-ї армії по роках (станом на 1 січня):
| Рік  | Загальна чисельність | Військовослужбовці |
| ---- | -------------------- | ------------------ |
| 1980 | 65 471               | 63 997             |
| 1981 | 81 894               | 79 828             |
| 1982 | 87 694               | 85 697             |
| 1983 | 90 936               | 88 900             |
| 1984 | 92 983               | 90 703             |
| 1985 | 99 904               | 97 344             |
| 1986 | 108 789              | 105 977            |
| 1987 | 101 900              | 99 069             |
| 1988 | 102 187              | 99 233             |
| 1989 | 66 742               | 64 716             |